# 孙伯翔
孙伯翔（1934年11月10日—2024年4月16日），字振羽，别署师魏斋主、老孙头，斋号师魏斋、自适居，男，河北武清（今属天津）人，中国书法家。

## 生平
1934年出生于河北武清（今属天津）。幼年时曾随邱敬川学习唐楷。由于出身原因，他初中毕业后便在天津成为了一名普通工人。孙伯翔师从王学仲、孙其峰，初学唐楷，后转习北碑，兼涉篆、隶、行草等，潜心翰墨，练习数十年。其斋号“师魏斋”为其师王学仲所起。1982年，在“全国中青年书法篆刻展览”中，孙伯翔凭借《魏碑书文天祥正气歌》四条屏引起了书坛的关注，后长期担任全国书法展览大赛评审委员。曾任中国书法家协会第二、三届理事，中国书协第二、三届创作评审委员会委员，中国书协书法培训中心教授，《中国书法》刊授中心书法导师，天津市书协第二届主席团副主席，中国艺术研究院中国书法院顾问，天津市文联第四届荣誉委员，天津市书协第三届顾问。
2008年、2013年两次在中国美术馆由中国书协主办书法大展，并在天津美术馆、天津美术学院美术馆、杭州西湖美术馆，山东东营、淄博，山西大同、忻州等地举办个人书画艺术展，其作品精湛，书风独特，获得部分书法爱好者的青睐。2010年，天津市文联、天津财经大学等单位联合主办孙伯翔书法学术研讨会。2011年5月，中国书法家协会和天津市文联共同主办孙伯翔从艺70周年庆典活动。2013年3月获中国文联第十一届造型艺术成就奖，11月在中国美术馆举办了孙伯翔个人书法作品展。2014年3月获中国文联第十一届造型艺术成就奖，是继王学仲、孙其峰之后天津第三位获奖的书画家；同年在天津美术馆举办“八十抒怀——孙伯翔书画艺术展”，并在开幕式上向天津市书法家协会捐赠了50万元人民币，作为“中青年书法人才专项奖励基金”，意在奖掖书法人才。2015年获第五届兰亭奖终身成就奖。
2019年，孙伯翔使用繁体字为中共中央党校研究生院题写“中共中央党校”和“国家行政学院”两块巨型牌匾。使用繁体书法题写牌匾对于中华人民共和国国家党政机关来说尚属首次。
2024年4月16日18时35分，因病医治无效，于天津逝世，享年90岁。

## 艺术特色

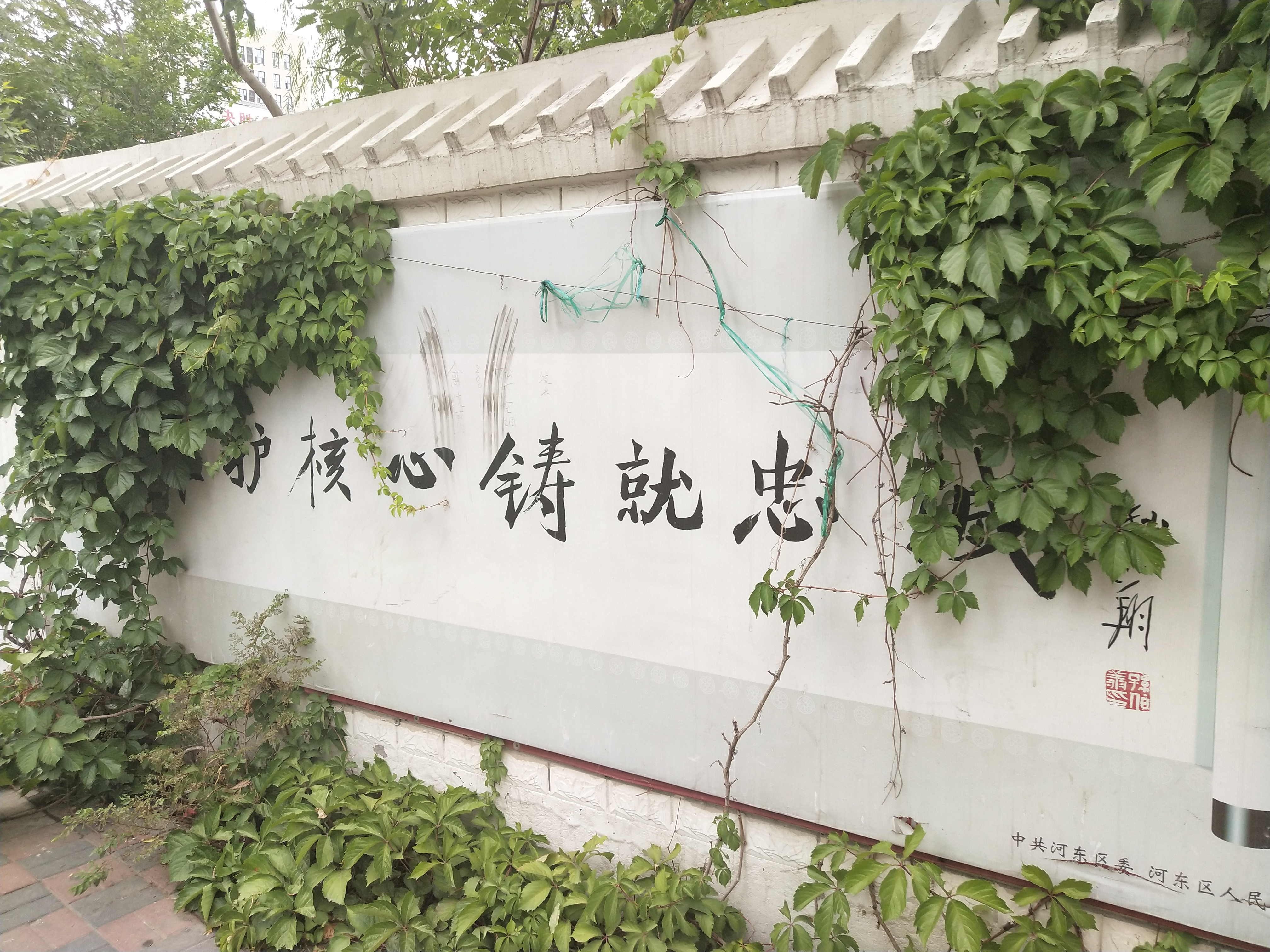
天津市河东区一处由孙伯翔书写的宣传「习核心」的标语，部分为爬山虎遮盖

孙伯翔书法由唐楷入手，然后转攻魏碑。其早年先摹写《张猛龙碑》，后写《始平公造像记》，再写《云峰山碑》，形成了独特的碑学创作见解。他曾提出魏碑书法笔法的“方圆互补”理论：
|  | 魏碑方笔重力度，圆笔重内涵。方笔主顿，顿中有提。圆笔主提，提中有顿。顿而不提则死，提而不顿则浮。方笔之法和圆笔之法是辨证互补的关系。 |

孙伯翔喜爱北朝书法，认为魏碑是“汉文化与鲜卑文化的融合，是外夷文化冲击华夏本位文化的瑰异结晶，北朝书法堪称由夷变夏而复归于夏的‘勇士’，这‘勇士’的遗风影响着隋唐，慕外文化意识又充实着本位文化正宗”。
孙伯翔追求艺术的“清凉之境”，要求作品本身要让人清晰可感，“让人们越看越舒服，越看越清凉”。20世纪80年代中后期，石开批评孙伯翔：“小脚女人不敢越雷池半步”，他引为知言，开始逐渐解放魏碑平正的结体，求新求变。在一次采访中，孙伯翔回忆道：“我学书法这七十多年，65%的精力都在写魏碑，35%用来追求温润的部分，而追求温润的时候，我已经60岁了”，“当年对魏碑最钟爱时，我喜欢康有为那种霸气、山林气；但随着年龄和阅历的增长，不知不觉地，开始喜爱梁启超了。把康有为的字挂起来看着，它让你亢奋，有精神，但也让你睡不着觉，太霸气了，甚至有点闹心；但挂上梁启超的，越看越清凉，越看越安静，可以解疲乏”。

## 著作
孙伯翔先后出版有《孙伯翔书法集》、《孙伯翔书画集》、《孙伯翔书画作品集》、《孙伯翔书画艺术》、《孙伯翔书法作品精选》、《孙伯翔临始平公造像记》、《孙伯翔临张猛龙碑》、《孙伯翔书千字文》、《孙伯翔书杜甫长诗》等。有《中国书法全集：三国两晋南北朝碑刻摩崖》（合作）、《怎样写魏碑》、《书法临习指导》、《始平公造像记·名师指导》等专著，另有他人出版的《孙伯翔谈艺录》、《孙伯翔论》、《论孙伯翔书法艺术》等。